# Itainópolis (ort)
Itainópolis är en ort i Brasilien.   Den ligger i kommunen Itainópolis och delstaten Piauí, i den östra delen av landet, 1 200 km nordost om huvudstaden Brasília. Itainópolis ligger 195 meter över havet och antalet invånare är 2 922.
Terrängen runt Itainópolis är huvudsakligen platt. Itainópolis ligger nere i en dal. Runt Itainópolis är det glesbefolkat, med 12 invånare per kvadratkilometer.. Det finns inga andra samhällen i närheten.
Omgivningarna runt Itainópolis är huvudsakligen savann.